# Ferrières-Saint-Hilaire
Ferrières-Saint-Hilaire és un municipi francès situat al departament de l'Eure i a la regió de Normandia. L'any 2007 tenia 391 habitants.

## Demografia

### Població
El 2007 la població de fet de Ferrières-Saint-Hilaire era de 391 persones. Hi havia 166 famílies, de les quals 40 eren unipersonals (24 homes vivint sols i 16 dones vivint soles), 71 parelles sense fills, 47 parelles amb fills i 8 famílies monoparentals amb fills.
La població ha evolucionat segons el següent gràfic:
Habitants censats

### Habitatges
El 2007 hi havia 211 habitatges, 168 eren l'habitatge principal de la família, 36 eren segones residències i 7 estaven desocupats. 202 eren cases i 8 eren apartaments. Dels 168 habitatges principals, 149 estaven ocupats pels seus propietaris, 17 estaven llogats i ocupats pels llogaters i 2 estaven cedits a títol gratuït; 11 tenien dues cambres, 16 en tenien tres, 54 en tenien quatre i 87 en tenien cinc o més. 131 habitatges disposaven pel capbaix d'una plaça de pàrquing. A 68 habitatges hi havia un automòbil i a 93 n'hi havia dos o més.

### Piràmide de població
La piràmide de població per edats i sexe el 2009 era:
| Homes | Edats   | Dones |
| ----- | ------- | ----- |
| 0     | 95 o +  | 0     |
| 0     | 90 a 94 | 4     |
| 0     | 85 a 89 | 0     |
| 0     | 80 a 84 | 0     |
| 4     | 75 a 79 | 12    |
| 4     | 70 a 74 | 8     |
| 4     | 65 a 69 | 4     |
| 8     | 60 a 64 | 8     |
| 12    | 55 a 59 | 8     |
| 24    | 50 a 54 | 36    |
| 16    | 45 a 49 | 20    |
| 36    | 40 a 44 | 4     |
| 4     | 35 a 39 | 16    |
| 0     | 30 a 34 | 0     |
| 12    | 25 a 29 | 8     |
| 4     | 20 a 24 | 8     |
| 16    | 15 a 19 | 4     |
| 8     | 10 a 14 | 16    |
| 16    | 5 a 9   | 24    |
| 4     | 0 a 4   | 0     |

## Economia
El 2007 la població en edat de treballar era de 270 persones, 186 eren actives i 84 eren inactives. De les 186 persones actives 175 estaven ocupades (101 homes i 74 dones) i 11 estaven aturades (2 homes i 9 dones). De les 84 persones inactives 45 estaven jubilades, 18 estaven estudiant i 21 estaven classificades com a «altres inactius».

### Ingressos
El 2009 a Ferrières-Saint-Hilaire hi havia 176 unitats fiscals que integraven 434 persones, la mediana anual d'ingressos fiscals per persona era de 19.374 €.

### Activitats econòmiques
Dels 21 establiments que hi havia el 2007, 2 eren d'empreses de fabricació d'altres productes industrials, 5 d'empreses de construcció, 7 d'empreses de comerç i reparació d'automòbils, 1 d'una empresa de transport, 1 d'una empresa immobiliària, 4 d'empreses de serveis i 1 d'una entitat de l'administració pública.
Dels 4 establiments de servei als particulars que hi havia el 2009, 1 era un paleta, 2 fusteries i 1 electricista.
L'any 2000 a Ferrières-Saint-Hilaire hi havia 11 explotacions agrícoles.

## Poblacions més properes
El següent diagrama mostra les poblacions més properes.